# Mike Medavoy
Mike Medavoy  (ur. 21 stycznia 1941 w Szanghaju) – amerykański producent filmowy i biznesmen chińskiego pochodzenia.

## Filmografia
- 6 dzień (The 6th Day, 2000)
- Czas motyli (In the Time of the Butterflies, 2001)
- Sekcja 8. (Basic, 2003)
- Country of My Skull (2004)
- Niewidzialny (Stealth, 2005)
- The Understudy (2006)
- Miss Potter  (2006)
- Wszyscy ludzie króla (All the King’s Men, 2006)
- Zodiak (Zodiac, 2007)
- Black Autumn (2007)
- Licencja na miłość (License to Wed, 2007)
- Resurrecting the Champ (2007)
- Tropiciel (Pathfinder, 2007)
- Wyspa tajemnic (2010)
- Czarny łabędź (2010)
- Shanghai (2011)